# Восточно-европейская Суперлига
Восточно-европейская Суперлига — лига по американскому футболу, в которой участвуют лучшие клубы из России. Как региональная лига, она была образована в 2019 году; но начиная с 2020 года получила статус Чемпионата России, вместо распущенной лиги ЛАФ.
В первом сезоне планировалось семь команд: три российских, две украинские и две белорусские. В итоге турнир стартовал с тремя российскими и одной белорусской командами. Московские Спартанцы завоевали титул лиги. В октябре 2019 года было решено, что лига будет объединена с российской лигой, чтобы создать единую лигу и играть в американский футбол в России.

## Формат
Первые соревнования начались в апреле и закончились в июле, когда каждая команда играла в шесть игр регулярного сезона и две игры плей-офф (полуфинал и финал). Финальный матч состоялся на стадионе «Царское село» в городе Пушкин 13 июля 2019 года между Северным Легионом из Санкт-Петербурга и Спартанцами из Москвы, которые впервые в своей истории выиграли чемпионат.
Начиная с сезона 2020 года, турнир состоит из трех лиг:
- Суперлига (высший по статусу турнир)
- Высшая лига (второй по статусу)
- Первая лига (третий по статусу)

## Клубы-участники в сезоне 2022
| Суперлига | Первая Лига | Вторая Лига (9x9) |
| - «Грифоны» (Санкт-Петербург) - «Северный Легион» (Санкт-Петербург) - «Сеченов Феникс — Патриоты» (Москва) - «Спартак» (Москва) - «Спартанцы» (Москва) - «Юнайтед» (Москва) | Дивизион «Север» - Викинги (Вологда) - Драконы (Москва) - Оружейники (Петрозаводск)                                    | Дивизион «Север» - «МЧС» (Санкт-Петербург) - «Носороги» (Череповец) - «Сеченов Феникс — Патриоты 2» (Москва) - «Спартанцы 2» (Москва) |
| - «Грифоны» (Санкт-Петербург) - «Северный Легион» (Санкт-Петербург) - «Сеченов Феникс — Патриоты» (Москва) - «Спартак» (Москва) - «Спартанцы» (Москва) - «Юнайтед» (Москва) | Дивизион «Запад» - Витязь (Подольск) - Спартак (Брянск) - Ястребы (Калининград)                                        | Дивизион «Центр» - «Апачи» (Нижний Новгород) - «Киборги» (Москва) - «Кэпитал Шаркс» (Москва) - «Орлы» (Орёл)                          |
| - «Грифоны» (Санкт-Петербург) - «Северный Легион» (Санкт-Петербург) - «Сеченов Феникс — Патриоты» (Москва) - «Спартак» (Москва) - «Спартанцы» (Москва) - «Юнайтед» (Москва) | Дивизион «Юг» - Моторы (Казань) - Рейдерс 52 (Нижний Новгород) - Сборная Юга                                           | Дивизон «Волга» - «Авиаторы» (Саратов) - «Медведи» (Самара) - «Стормбрингерс» (Самара) - «Фениксы» (Пенза)                            |
| - «Грифоны» (Санкт-Петербург) - «Северный Легион» (Санкт-Петербург) - «Сеченов Феникс — Патриоты» (Москва) - «Спартак» (Москва) - «Спартанцы» (Москва) - «Юнайтед» (Москва) | Дивизион «Восток» - «Уральские Молнии» (Екатеринбург) - «Южно-Уральские Скауты» (Челябинск) - «Стальные Тигры» (Пермь) | Дивизион «Юг» - «Бизоны» (Краснодар) - «Камни» (Ставрополь) - «Коршуны» (Волжский)                                                    |
| - «Грифоны» (Санкт-Петербург) - «Северный Легион» (Санкт-Петербург) - «Сеченов Феникс — Патриоты» (Москва) - «Спартак» (Москва) - «Спартанцы» (Москва) - «Юнайтед» (Москва) | Дивизион «Восток» - «Уральские Молнии» (Екатеринбург) - «Южно-Уральские Скауты» (Челябинск) - «Стальные Тигры» (Пермь) | Дивизион «Сибирь» - «Воины» (Томск) - «Железные Крылья» (Новосибирск)                                                                 |

## Финальные матчи Суперлиги
| Сезон | Дата       | Победитель         | Результат | Финалист                         | Стадион                | Город           | Прим. |
| ----- | ---------- | ------------------ | --------- | -------------------------------- | ---------------------- | --------------- | ----- |
| 2019  | 13 июля    | Спартанцы (Москва) | 42:16     | Северный Легион (Санкт-Петебург) | Стадион Царское Село   | Пушкин, Россия  | [ 2 ] |
| 2020  | 31 октября | Спартанцы (Москва) | 36:6      | Стальные Тигры (Пермь)           | Манеж «Олимп»          | Москва, Россия  |       |
| 2021  | 1 августа  | Спартанцы (Москва) | 13:3      | Патриоты (Москва)                | Стадион «Вымпел»       | Королев, Россия |       |
| 2022  | 20 ноября  | Спартанцы (Москва) | 34:0      | Спартак (Москва)                 | Стадион «Сапсан Арена» | Москва, Россия  |       |

## Финальные матчи Первой лиги
| Сезон | Дата       | Победитель       | Результат     | Финалист         | Стадион                                 | Город              |
| ----- | ---------- | ---------------- | ------------- | ---------------- | --------------------------------------- | ------------------ |
| 2020  |            | Финал отменен    | Финал отменен | Финал отменен    | Финал отменен                           | Финал отменен      |
| 2021  | 5 сентября | Стормбрингерс    | 26:13         | Юнайтед (Москва) | Регбийный стадион спортивной школы №111 | Зеленоград, Россия |
| 2022  | 7 августа  | Спартак (Брянск) | 18:13         | Стальные Тигры   | стадион «Центральный»                   | Одинцово, Россия   |

## Финальные матчи Второй лиги
| Сезон | Дата       | Победитель    | Результат | Финалист | Стадион               | Город          |
| ----- | ---------- | ------------- | --------- | -------- | --------------------- | -------------- |
| 2021  | 28 августа | Оружейники    | 50:30     | Апачи    | Стадион «Буревестник» | Москва, Россия |
| 2022  | 7 августа  | Стормбрингерс | 22:16     | Бизоны   | стадион «Локомотив»   | Самара, Россия |